# Ветёльский сельсовет
Ветёльский сельсове́т — упразднённое в 2013 году сельское поселение и административно-территориальное образование в Алейском районе Алтайского края России. Административный центр — село Ветёлки.

## История
4 декабря 2013 года включён в состав Совхозного сельсовета

## Население
| 1997 | 1998 | 1999 | 2000 | 2001 | 2002 |
| ---- | ---- | ---- | ---- | ---- | ---- |
| 600  | ↘560 | ↘516 | ↗546 | ↘535 | ↘483 |
| 2003 | 2004 | 2005 | 2006 | 2007 | 2008 |
| ↘462 | ↗464 | ↘455 | ↘402 | →402 | ↘369 |
| 2009 | 2010 | 2011 | 2012 | 2013 |      |
| →369 | ↘321 | ↘319 | ↘296 | ↘286 |      |

По результатам Всероссийской переписи населения 2010 года численность населения муниципального образования составила 321 человек, в том числе 150 мужчин и 171 женщина.

## Населённые пункты
В состав сельского поселения входит один населённый пункт — село Ветёлки.